# Arthur Arnold

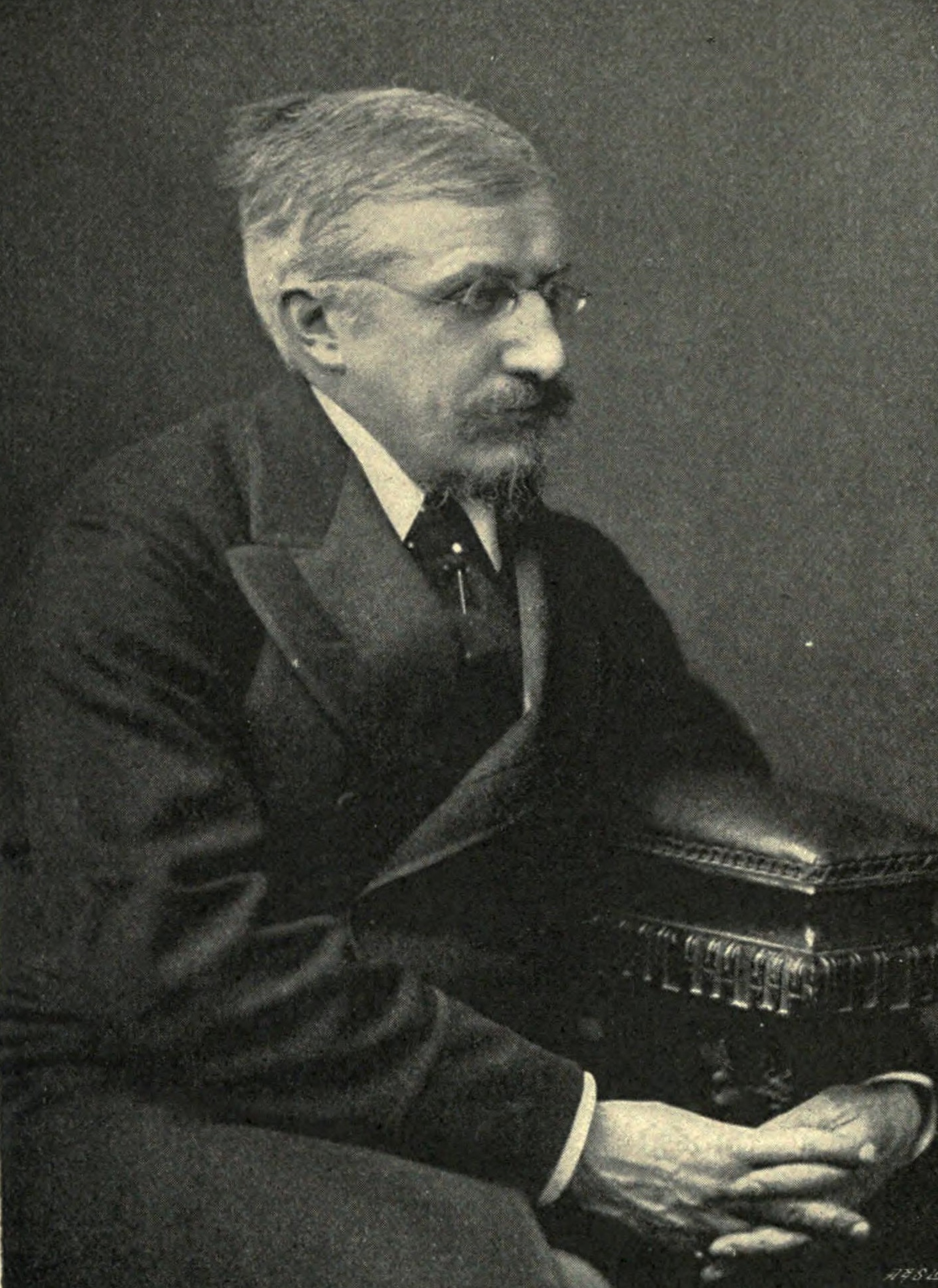

Sir (Robert) Arthur Arnold, född den 28 maj 1833, död den 20 maj 1902, var en engelsk skriftställare och politiker, bror till sir Edwin Arnold.
Arnold var 1863-66 medlem av kommissionen för bekämpande av nöden bland bomullsfabriksarbetarna i Lancashire och skrev därom The history of the cotton famine (2 band, 1864; 2:a upplagan 1865). 
Han gjorde sig även känd genom resebeskrivningarna From the Levant (om Levanten) (2 band, 1868) och Through Persia by caravan (1877) samt beträdde ett annat område i sina arbeten Social politics (1879) och Free land (1880). 
Som medlem av underhuset 1880-85 genomdrev Arnold motioner, som banade väg för Gladstones genomgripande valreform av 1884-85.
Arnold stiftade 1885 Free land league och blev president för denna förening samt var 1895-97 ordförande i Londons nybildade grevskapsråd. Han adlades 1895.